# Casimir Maistre
Casimir Maistre (Villeneuvette, 24 de septiembre de 1867 - Montpellier, 20 de septiembre de 1957) fue un geógrafo y explorador francés.

## Biografía
Fue el cuarto hijo de Jules Maistre y Anne-Marie Bosc. A los 18 años, mientras cursaba estudios de marina, envió a la Sociedad de Geografía de París un proyecto de exploración del Congo que fue apreciado por su secretario general, que le animó a terminar sus estudios antes de emprender la aventura. 
De 1889 a 1891, abandonó la preparación en la Escuela Naval para participar con Georges Foucart en una exploración de la isla de Madagascar, dirigida por el Doctor Catat.  
El Comité del África Francesa le confió el mando de una expedición al río Ubangui. Después de una larga preparación, se embarcó en Burdeos en enero de 1892 y llegó a Brazzaville, donde sustituyó a Jean Dybowski, enfermo, al frente de la misión. Acompañado de Ferdinand de Béhagle, remontó los ríos Congo y Ubangui y llegó al puesto de Bangui a principios de junio. A finales de este mes, la expedición abandonó el puesto de Kémo y se adentró en regiones inexploradas, recorriendo más de cinco mil kilómetros, desde la cuenca del Congo hasta Sudán. 
Maistre pudo observar que el río Chari y su afluente el Logone, navegables en todas las estaciones, eran las principales vías de acceso a Sudán y al lago Chad. Gracias a los tratados celebrados con los jefes indígenas, estableció la influencia francesa en los territorios entre Baguirmi, Ubangui y la meseta Adamawa. 
En 1894, la Sociedad de Geografía de París le concedió la Medalla de Oro por sus viajes de estudio y su exploración desde el Congo hasta el Níger. 

## Obras
Publicó el relato de estas aventuras en varios libros:
- À travers l'Afrique centrale, du Congo au Niger (1892-1893) [A través del África Central] (1893)
- Itinéraire de l'Oubangui à la Bénoué au 1/320.000 [Itinerario del Ubangi al Benué a escala 1/320.000](1893)
- La région du Bahr-Sara [La región de Bahr-Sara](1902)